# Panda Security
A Panda Security -cloud security company- antivírus szoftverek  forgalmazásával és a termékekhez kapcsolódó teljes körű IT biztonsági szolgáltatásokkal foglalkozik.
A Panda Security 2002. márciusában alakult a spanyol székhelyű Panda Software International, Európa vezető antivírus fejlesztője  magyarországi vezérképviseleteként, franchise szerződés alapján 100%-os magyar tulajdonban.
A Panda Software-t Mikel Urizarbarrena alapította 1990-ben azzal a szándékkal, hogy komplex vírusvédelmi rendszert kínáljon. A kezdeti célt később kiterjesztették és ma már az adat-forgalom ellenőrzése és a hálózati menedzsment egyszerűsítése is a szoftverfejlesztési feladatok között szerepel. 
A Panda Security a terméktámogatást és az antivírus biztonságot úgy tekinti, mint szolgáltatást.

## Fő tevékenységek
A Panda Security vírusvédelmi fejlesztéssel és kutatással, az adatvédelemmel és hálózati menedzsmenttel foglalkozik. Több mint 150 országban érhetőek el a Panda saját fejlesztésű vírusvédelmi megoldásai.

## Központ
A nemzetközi központ Spanyolországban, Bilbaóban van. Az ország területén Madridban, Barcelonában és Valenciában vannak további irodái. Leányvállalatai vannak többek között Franciaországban, az  USA-ban, Kínában, Németországban, Portugáliában, és helyi képviseleteket tart fenn a világ négy kontinensén több mint 50 országban, köztük Magyarországon is.

## Termékek
- Panda Gold Protection
- Panda Global Protection
- Panda Internet Security
- Panda Antivirus Pro
- Panda Free Antivirus
- Panda Cleanup
- Panda Antivirus for Mac
- Panda Endpoint Protection
- Panda Free Antivirus for Android
- Panda Cloud Drive